# Tỏi đá Phong Điền
Tỏi đá Phong Điền hay tỏi rừng Phong Điền (danh pháp hai phần: Aspidistra phongdiensis) là một loài thực vật có hoa thuộc chi Aspidistra. Đây là loài đặc hữu của Việt Nam – được tìm thấy lần đầu ở khu bảo tồn thiên nhiên Phong Điền, Thừa Thiên Huế.
Trong quá trình đi đặt máy bẫy ảnh đợt 2 năm 2022 tại tiểu khu 71, khu bảo tồn thiên nhiên Phong Điền, nhóm nghiên cứu của khu bảo tồn đã bắt gặp loài tỏi rừng này trên vách đá ở đỉnh thác 7 Nàng Tiên.

## Mô tả
Hình thái loài này khá tương đồng với tỏi đá Khang (Aspidistra khangii), nhưng khác ở phiến lá rộng hơn, mặt ngoài bao hoa màu trắng, phấn hoa màu vàng, bao phấn và hình dạng của nhụy hoa với hình nón rộng.